# Balustrada

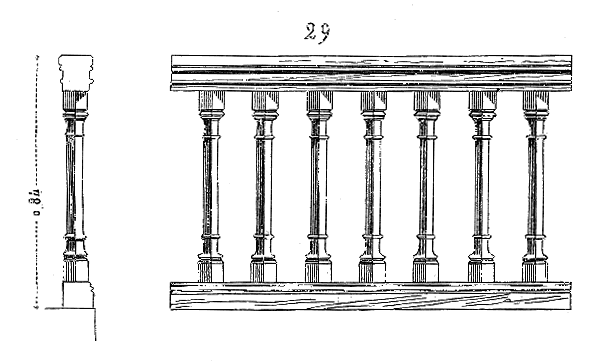
Przykład balustrady

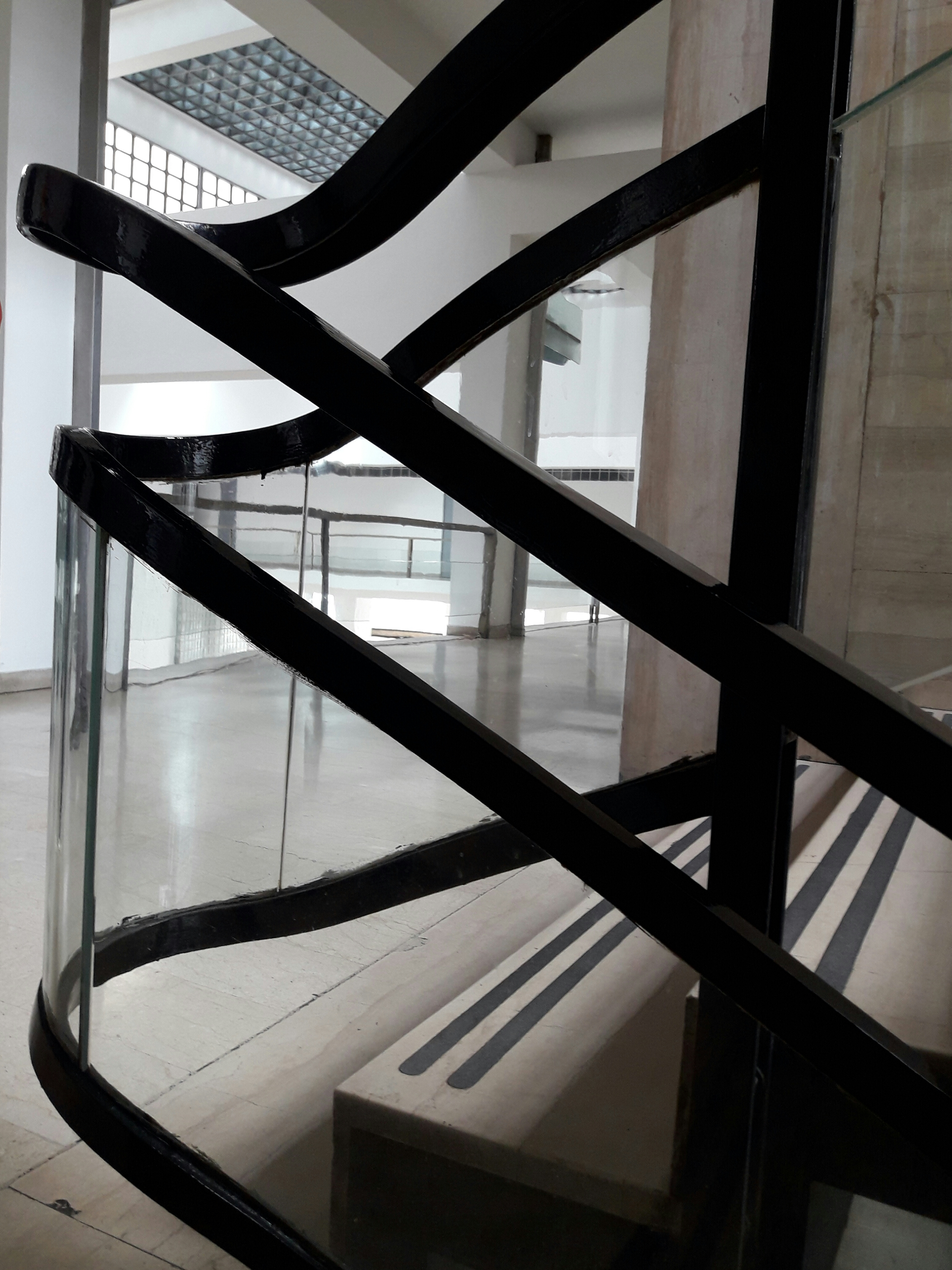
Balustrada stalowa ze szkłem giętym na schodach. Zabytek modernizmu sprzed II wojny światowej. Palazzo Terragni w Como, 1936

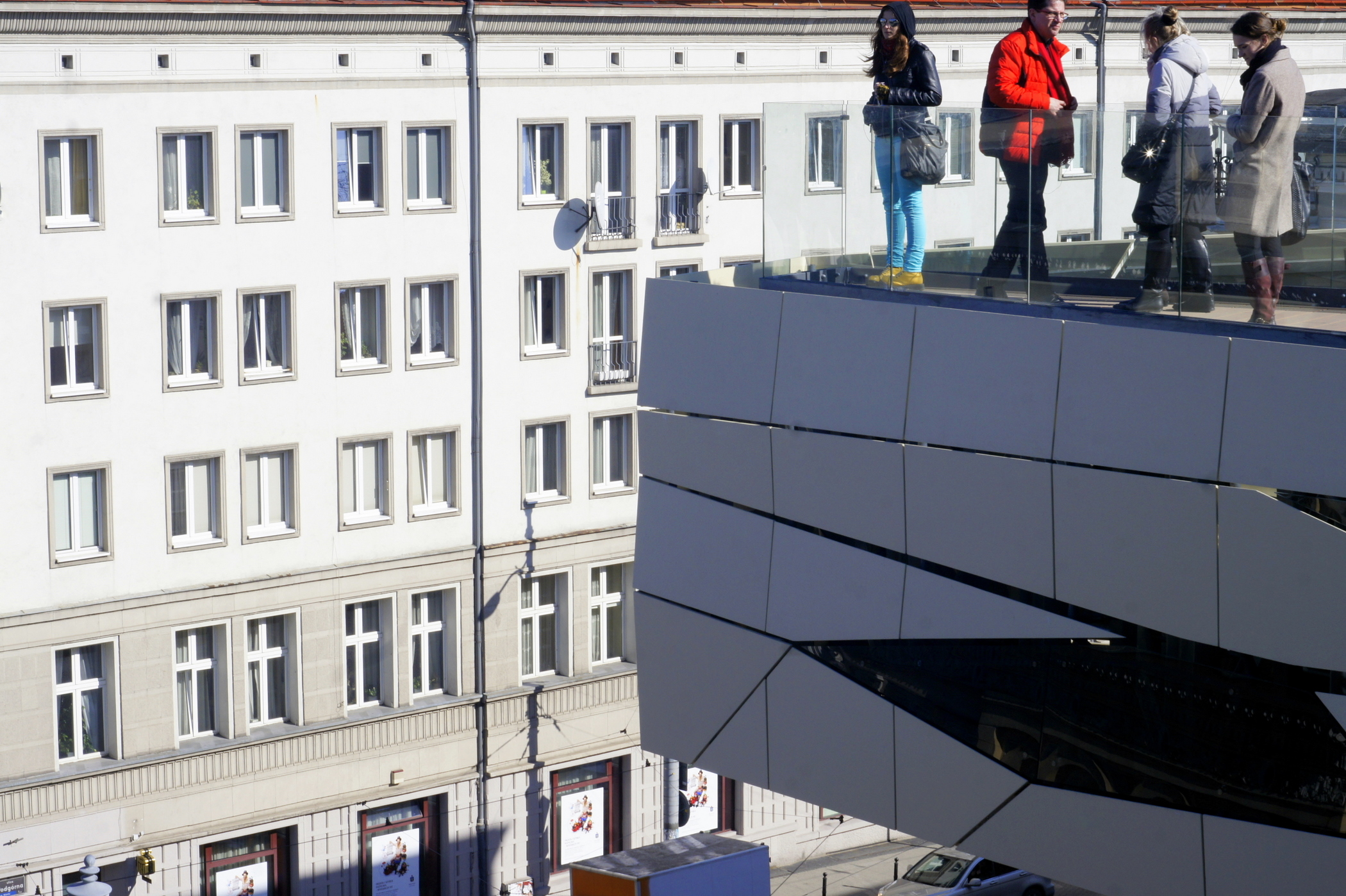
Balustrada pełna z tafli szklanych

Balustrada – ażurowe lub pełne zabezpieczenie (ogrodzenie) schodów, tarasów, balkonów, dachów, wiaduktów, mostów itp., montowane zazwyczaj na krawędzi zabezpieczanego elementu i pełniące jednocześnie funkcję ozdobną. Balustrada może być również ażurową przegrodą pomiędzy pomieszczeniami lub wydzielającą część większej przestrzeni (np. w kościołach oddziela prezbiterium od nawy, kaplice od nawy).

## Historia
Balustrada znana była już w starożytności. Balustrada z tego okresu to proste lub zębate niskie mury, które nazywane były parapetami. Występowały w budowlach greckich, rzymskich. W okresie bizantyjskim i przedromańskim stosowano balustrady z płyt pokrytych ornamentem plecionkowym, w którym tło było przebite na wylot. Płyty ustawiano między słupkami. W gotyku stosowano ażurowe balustrady w formie arkadek ostrołukowych lub trójlistnych osadzonych na ośmiobocznych słupkach lub kolumienkach. W końcu XIII wieku zastąpione zostały przez większe ażurowe płyty – przeźrocza umieszczane między słupkami. Od czasów renesansu popularność zyskały balustrady tralkowe. Charakterystyczne dla baroku były balustrady z kutego żelaza, gdzie balaski często miały profil gięty, wysunięty do przodu. W  XVIII wieku w realizacjach ulubionym elementem dekoracyjnym są stylizowane motywy kwaiatowe. Po okresie rokoka kowalstwo powraca do form linearnych i symetrii, pojawiają się rzędy rombów, meandry, medaliony, owale, rozetki itp. W XIX wieku popularność zyskały balustrady żeliwne.

## Budowa balustrady
Ze względu na materiał, z którego są wykonane, balustrady dzielimy je na:
kamienne, betonowe, drewniane, metalowe.
- Balustrada pełna – murowana z cegły lub z betonu, zakończona parapetem lub poręczą. Wysokość takiej balustrady liczy się łącznie z poręczą.
- Balustrada z pionowych elementów (tralek) wykonana jest z drewna, kamienia, betonu, metalu, połączonych u góry poręczą i trwale połączonych z konstrukcją na dole[2]. W tym przypadku wszystkie elementy stanowią konstrukcję balustrady. Tralki ustawiane nad gzymsem głównym zwykle osadzane były na cokole, w którym wykonywano podłużne otwory celem odprowadzenia wody[4].

Balustrada stanowiąca  obramienie płaskiego dachu nazwana jest attyką. 
- Obecnie najczęściej stosowana jest balustrada, składająca się ze słupków (które stanowią konstrukcję balustrady), elementów wypełniających pomiędzy słupkami oraz poręczy. Elementy wypełniające mogą być pełne (np. szkło) lub ażurowe (np. siatka).

Balustrada o otworach ażuru zasłoniętych w tle ścianką nazywana jest balustradą ślepą.

## Obowiązek montowania balustrad
Przepisy odnośnie do konstruowania balustrad zostały ustalone w drodze rozporządzenia Ministra Infrastruktury z dnia 12 kwietnia 2002 roku wraz z późniejszymi zmianami. Rozporządzenie to określa szczegółowo warunki techniczne budynków dopuszczonych do użytku publicznego, natomiast zawarty w nim dział VII reguluje warunki dotyczące bezpieczeństwa użytkowania.
Zgodnie z wymienionym powyżej rozporządzeniem, balustrady powinny być zamontowane przy schodach lub podjazdach wówczas, gdy ich wysokość przekracza 50 centymetrów. Dodatkowo w budynkach użyteczności publicznej balustrady oraz poręcze powinny być zamontowane tak, aby można było korzystać z nich z obu stron klatki schodowej. Jeżeli szerokość schodów przekracza 4 metry, na środku powinna być zamontowana także balustrada lub poręcz dodatkowa. Wszystkie projektowane balustrady powinny spełniać rygorystyczne normy technologiczne i montażowe określone w Polskich Normach.
Obiekty mostowe należy wyposażać w balustrady o wysokości 1,10 m. Balustradę należy montować każdorazowo, gdy konstrukcja wznosi się na wysokość co najmniej 1,00 m nad poziom terenu lub dno cieku.